# Rotraud Ries
Rotraud Ries (geb. Klingbeil, * 1956 in Braunfels/Lahn) ist eine deutsche Historikerin und Spezialistin für deutsch-jüdische Geschichte. Sie war Leiterin des Johanna-Stahl-Zentrums für jüdische Geschichte und Kultur in Unterfranken in Würzburg.

## Leben und Wirken
Ries legte 1975 das Abitur am Wilhelm-Dörpfeld-Gymnasium in Wuppertal-Elberfeld ab. Sie studierte von 1975 bis 1982 an der Westfälischen Wilhelms-Universität Münster/Westf. Geschichte, Judaistik und Ev. Theologie und schloss mit dem Magisterexamen ab. Ab 1976 arbeitete sie als studentische und wissenschaftliche Mitarbeiterin im dortigen Institut für vergleichende Städtegeschichte sowie im angeschlossenen SFB 164. In ihrer Doktorarbeit beschäftigte sich Ries mit den Bedingungen jüdischen Lebens in Niedersachsen im 15. und 16. Jahrhundert und legte damit die erste neuere Regionalstudie zur deutsch-jüdischen Geschichte dieser Zeit vor.
Dafür erhielt sie ein Stipendium des Ev. Studienwerks Villigst. 1990 wurde Ries bei Peter Johanek promoviert, die Historische Kommission für Niedersachsen und Bremen publizierte ihr Buch 1994.
Auf die Promotion folgten zahlreiche wissenschaftliche Veröffentlichungen und Vorträge, die im Rahmen wissenschaftlicher Projekte entstanden. Der Forschungsschwerpunkt von Ries liegt im Bereich der frühneuzeitlichen jüdischen Geschichte. Sie befasste sich mit einer breiten Vielfalt von Themen, darunter die jüdische Regionalgeschichte, das Landjudentum, die jüdische Wirtschaftselite wie auch Konversionen vom Judentum zum Christentum. Seit 2010 stehen Themen des 19. und 20. Jahrhunderts mit der Biographie-Forschung und der Erinnerungskultur im Mittelpunkt. Ries wendet insbesondere Methoden der neueren Sozial- und Kulturgeschichte an.
Von 1994 bis 1999 war Ries wissenschaftliche Mitarbeiterin im Projekt „Die Rolle der Hofjuden im Akkulturationsprozess der Judenschaft des deutschsprachigen Raumes“ an der TU Darmstadt unter Leitung von Friedrich Battenberg. Dem folgte von 2002 bis 2005 die Tätigkeit als wissenschaftliche Mitarbeiterin der Universitäten Duisburg bzw. Düsseldorf im Projekt „Pragmatik oder Programm: Akkulturationsprozesse in der jüdischen Oberschicht im 18. Jahrhundert“ unter Leitung von Stefan Rohrbacher. Von 2007 bis 2008 arbeitete Ries als leitende wissenschaftliche Mitarbeiterin im Jüdischen Museum Berlin im Projekt EMIKA. Die für einen Multimedia-Guide erarbeiteten Hintergrundgeschichten zu einzelnen Objekten fanden unter dem Titel „Dinge“ Eingang in das digitale Angebot des Museums.
Im Rahmen von Lehraufträgen unterrichtete Ries an der Universität Bielefeld sowie an der Julius-Maximilians-Universität Würzburg. Im Jahr 1999 hat sie die Gründung eines Arbeitskreises zur frühneuzeitlichen jüdischen Geschichte angeregt, der in Kooperation mit Birgit Klein und Katja Kriener im Jahr 2000 seine erste Tagung ausrichtete. Seitdem tagt das Interdisziplinäre Forum „Jüdische Geschichte und Kultur in der Frühen Neuzeit“ unter ihrer Leitung in Kooperation mit Christoph Cluse und wechselnden Teams einmal jährlich, seit 2011 in der Akademie der Diözese Rottenburg-Stuttgart.
Von September 2009 bis Juni 2022 leitete Ries das „Zentrum für jüdische Geschichte und Kultur in Unterfranken“, das 2011 auf ihre Initiative von „Dokumentationszentrum“ in „Johanna-Stahl-Zentrum“ umbenannt wurde. Die Einrichtung wird zu gleichen Teilen von der Stadt Würzburg und dem Bezirk Unterfranken getragen. Mit einem sehr kleinen Team war Ries zuständig für 900 Jahre Geschichte in einer besonders dicht von jüdischen Gemeinden und ihrer Kultur geprägten Region. Sie setzte neue Impulse, verankerte das Zentrum stärker in der Region und machte es zum ersten Mal überregional sichtbar. Mit Datenbanken für Bibliothek und Bestände, mit einer eigenen Website, mit der systematischen Erfassung und Digitalisierung von Quellen und zuletzt mit umfangreichen Online-Angeboten für eine historisch informierte Erinnerungskultur führte sie das Zentrum ins digitale Zeitalter. Auch Publikationen, Vortragsprogramme und Ausstellungen beleuchteten die Breite und Vielfalt der jüdischen Gesellschaft und ihrer Kultur über die Jahrhunderte. Sie galten im Besonderen den Landjuden, Frauen, Kindern, Familienfirmen und Familiengeschichten. Auch die jüdische Heimatforschung, die Erinnerungskultur sowie die NS-Verfolgungen wurden thematisiert, künstlerische Perspektiven kamen in Ausstellungen zu Wort.

## Mitgliedschaften
- Gesellschaft zur Erforschung der Geschichte der Juden seit 1992 als Mitglied und seit 2001 im Beirat
- Beirat der Zeitschrift „Aschkenas“ seit 1994
- Vereinigung für Jüdische Studien seit 1996 als Mitglied und von 2003 bis 2009 im Beirat
- 1996–2001 Mitglied im Vorstand von „Kulturen in der Region e.V.“ in Herford
- Wissenschaftliche Arbeitsgemeinschaft des Leo Baeck Instituts in der Bundesrepublik Deutschland seit 1998
- Historische Kommission für Niedersachsen und Bremen seit 2000 sowie in deren AK „Geschichte der Juden“ seit 1999
- Beirat des Jüdischen Museums Franken seit 2013
- stadtgeschichtlicher Beirat des Museums für Franken in Würzburg von 2017 bis 2022

## Publikationen (Auswahl)
Ein vollständiges Verzeichnis findet sich auf der Website von Rotraud Ries:
Monographien und Herausgeberschaften
- Mitten unter uns. Landjuden in Unterfranken vom Mittelalter bis ins 20. Jahrhundert. Die Wanderausstellung im Buch. Unter Mitarbeit von Rebekka Denz, Würzburg 2015.
- Seligsberger - Eine jüdische Familie und ihr Möbel- und Antiquitätenhaus. Begleitpublikation zur Ausstellung im Johanna-Stahl-Zentrum und im Mainfränkischen Museum Würzburg, 28.10.2015 - 18.03.2016. Unter Mitarbeit von Nina Gaiser, Bettina Keß und Claudia Lichte, Würzburg 2015.
- Deportationen und Erinnerungsprozesse in Unterfranken und an den Zielorten der Transporte, hg. zus. mit Elmar Schwinger, Würzburg 2015 (Schriften des Johanna-Stahl-Zentrums für jüdische Geschichte und Kultur in Unterfranken, Bd. 1).
- Schriften des Johanna-Stahl-Zentrums für jüdische Geschichte und Kultur in Unterfranken, hg. von Rotraud Ries, Würzburg 2015ff.
- jung - jüdisch - unerwünscht. Jüdische Kinder und Jugendliche aus Unterfranken zwischen 1920 und 1950. Begleitheft zur Ausstellung im Johanna-Stahl-Zentrum für jüdische Geschichte und Kultur in Unterfranken, Würzburg, zus. mit Stefanie Neumeister, Würzburg 2013.
- Selbstzeugnisse und Ego-Dokumente frühneuzeitlicher Juden in Aschkenas. Beispiele, Methoden und Konzepte [m. 23 Abb.], hg. zus. mit Birgit E. Klein, Berlin 2011 (minima judaica, Bd. 10).
- David Schuster - Blicke auf ein fränkisch-jüdisches Leben im 20. Jahrhundert, Würzburg 2010 (Sonderveröffentlichungen des Stadtarchivs Würzburg, Bd. 7) (zus. mit Roland Flade).
- Juden - Christen - Juden-Christen. Konversionen in der Frühen Neuzeit, Themenschwerpunkt, hg. zus. mit Jutta Braden, in: Aschkenas 15/2 (2005 (2006)), S. 257–433.
- Hofjuden - Ökonomie und Interkulturalität. Die jüdische Wirtschaftselite im 18. Jahrhundert, hg. zus. mit J. Friedrich Battenberg, Hamburg 2002 (Hamburger Beiträge zur Geschichte der Deutschen Juden, Bd. 25).
- Jüdisches Leben in Niedersachsen im 15. und 16. Jahrhundert, Hannover 1994 (Veröffentlichungen der Historischen Kommission für Niedersachsen und Bremen, Bd. 35; Quellen und Untersuchungen zur allgemeinen Geschichte Niedersachsens in der Neuzeit, Bd. 13).

Aufsätze
- Henny Stahl – Eine jüdische Journalistin der Frauenbewegung, in: Jüdisches Leben in Bayern 37, Nr. 149 (2022), S. 6–7.
- Erinnern an die jüdischen Deportierten aus Unterfranken. Die Projekte Erinnerungsweg und DenkOrt Deportationen, in: Erinnern als vielstimmiges Stadtgespräch. Projekte und Initiativen zur Gedenk- und Erinnerungskultur in Würzburg, hg. v. Kulturreferat d. Stadt Würzburg. Konzept und Redaktion: Bettina Keß, Würzburg 2021, S. 88-97; Erinnern und Begegnen – Die Besuchswoche für ehemalige Würzburger Jüdinnen und Juden (April 2012), in: ebd., S. 98-103; Erinnern an jüdische Geschäftsleute, Ärzte und Rechtsanwälte. Die Stele an der Kaiserstraße, in: ebd., S. 124–127.
- Landjudentum als Kultur der Juden in Unterfranken, in: Wolfgang Kraus / Hans-Christoph Dittscheid / Gury Schneider-Ludorff (Hgg.), Mehr als Steine ... Synagogen-Gedenkband Bayern, Band III: Unterfranken, T. 2,1, Lindenberg im Allgäu 2021, S. 1–9.
- Jehuda Amichai und Ruth Hanover. Eine Kinderfreundschaft mit literarischem Nachhall. Lesung, in: Eric Hilgendorf / Daniel Osthoff (Hgg.), Erinnerung als Ausweg. Beiträge zu Jehuda Amichais Roman Nicht von jetzt, nicht von hier, Würzburg 2019, S. 77–120.
- Erinnern und Gedenken in Unterfranken. Zur Gegenwart jüdischer Vergangenheit in einer ländlichen Region, in: "Sieben Kisten mit jüdischem Material". Von Raub und Wiederentdeckung 1938 bis heute. Katalog, hg. vom Jüdischen Museum München / Museum für Franken in Würzburg, Berlin/Leipzig 2018, S. 24–39.
- Landjudentum als kulturelles System? Beobachtungen aus Unterfranken, in: Sigrid Hirbodian / Torben Stretz (Hgg.), Juden und ländliche Gesellschaft in Europa zwischen Mittelalter und Früher Neuzeit (15.- 17. Jahrhundert). Kontinuität und Krise, Inklusion und Exklusion in einer Zeit des Übergangs, Wiesbaden 2016, S. 161–185.
- Der Reichtum der Hofjuden - jüdische Perspektiven, in: Juden. Geld. Eine Vorstellung. Eine Ausstellung des Jüdischen Museums Frankfurt am Main, hg. v. Fritz Backhaus, Raphael Gross und Liliane Weissberg, Frankfurt / New York 2013, S. 66-81 m. Abb. S. 95–103.
- Sachkultur als Zeugnis des Selbst. Person und kulturelle Orientierung des Kammeragenten Alexander David (1687-1765) in Braunschweig, in: Birgit E. Klein / Rotraud Ries (Hgg.), Selbstzeugnisse und Ego-Dokumente frühneuzeitlicher Juden in Aschkenas. Beispiele, Methoden und Konzepte, Berlin 2011, S. 47-102 [m. 7 Abb.].
- Autobiographische Konstruktion und soziale Kontexte: Euchel und die Spuren der Haskala in Hannover, in: Marion Aptroot / Andreas Kennecke / Christoph Schulte (Hgg.), Isaac Euchel. Der Kulturrevolutionär der jüdischen Aufklärung, Laatzen 2010, S. 51–92.
- "Unter Königen erwarb sie sich einen großen Namen": Karriere und Nachruhm der Unternehmerin Madame Kaulla (1739-1809), in: Robert Jütte (Hg.), Themenschwerpunkt: Strategien gegen Ungleichheiten in Ehe, Recht und Beruf. Jüdische Frauen im vormodernen Aschkenas, in: Aschkenas 17/2 (2007 [2009]), S. 405–430.

- Die Residenzstadt Hannover als Kommunikationsraum für Juden und Christen um 1700, in: Daniel J. Cook / Hartmut Rudolph / Christoph Schulte (Hgg.), Leibniz und das Judentum, Stuttgart 2008, S. 49-77 u. Abb. 2-7.
- "Und die Gesänge Zions werden in Westfalens Gebirgen in lauten Tönen erschallen." Der Modellstaat als Raum rechtlicher Gleichstellung und jüdischer Reformpolitik, in: König Lustik!? Jérôme Bonaparte und der Modellstaat Königreich Westphalen. Hg. von der Museumslandschaft Hessen Kassel und Michael Eissenhauer, München 2008, S. 135–141.
- Politische Kommunikation und Schtadlanut der frühneuzeitlichen Judenschaft, in: Rolf Kießling / Peter Rauscher / Stefan Rohrbacher / Barbara Staudinger (Hgg.), Räume und Wege. Jüdische Geschichte im Alten Reich, 1300-1800, Berlin 2007, S. 169–189.
- "De joden to verwisen" - Judenvertreibungen in Nordwestdeutschland im 15. und 16. Jahrhundert, in: Friedhelm Burgard / Alfred Haverkamp / Gerd Mentgen (Hgg.), Judenvertreibungen in Mittelalter und früher Neuzeit, Hannover 1999, S. 189–224.
- Regionale Identität, Akkulturation und Wandel in einer ländlichen Judenschaft. Aussagen in Selbstzeugnissen aus Rodenberg (1800-1860), in: Hubert Höing (Hg.), Der Raum Schaumburg. Zur geschichtlichen Begründung einer regionalen Identität, Melle 1998, S. 88–145.
- Zur Bedeutung von Reformation und Konfessionalisierung für das christlich-jüdische Verhältnis in Niedersachsen, in: Aschkenas 6/2 (1996), S. 353–419.